# Eerste Meierijsche Autobedrijf

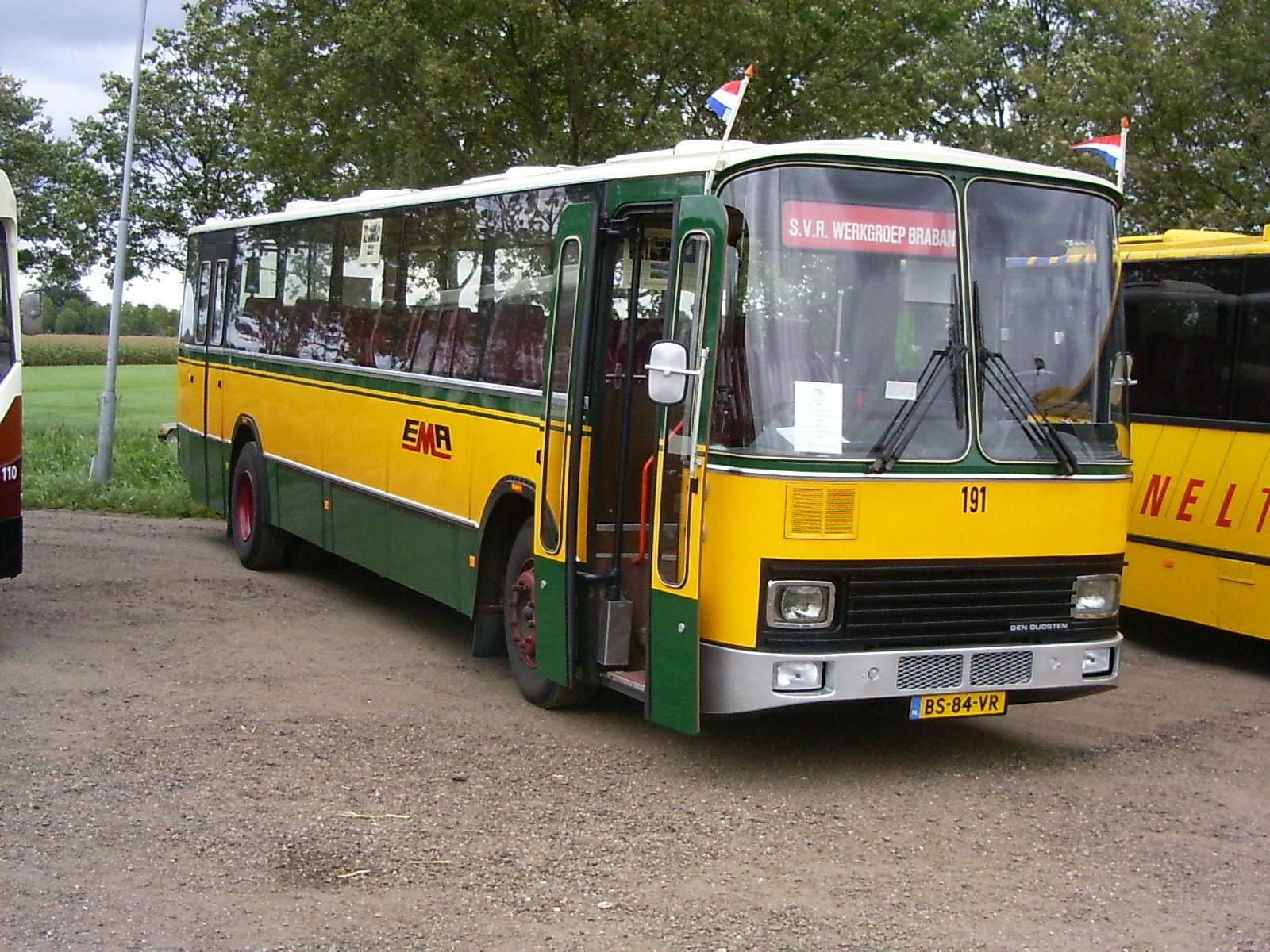
Een bus van de EMA

De Eerste Meierijsche Autobedrijf NV (afgekort: EMA) is een touringcarbedrijf en voormalig openbaar vervoersbedrijf uit Valkenswaard. De EMA verzorgde het openbaar busvervoer in de Brabantse Kempen vanaf 1921 tot 1986. De openbaar vervoersactiviteiten van EMA gingen op in BBA. EMA is nog altijd actief als touringcarbedrijf en reisbureau. De EMA Automobielgroep was tot 2013, bijna 65 jaar lang, Mercedes-Benz-dealer. De groep ging daarna verder als servicepunt voor Mercedes-Benz en ging in mei 2014 failliet.

## Ontstaan
De EMA ontstond uit een werkplaats van de heer Hendrikus Johannes (Driek) Jonkers uit Valkenswaard. Jonkers richtte zich in het begin op het repareren van fietsen en naaimachines. Na de Eerste Wereldoorlog ging hij zich toeleggen op het repareren en verkopen van motoren, auto's en fietsen. In 1919 kocht hij zijn eerste auto. Vanaf 1921 ging Jonkers personen vervoeren.

## Naam
Op 19 september 1921 startte Jonkers de eerste busdienst. De naam van het bedrijf luidde toen Valkenswaardsche Auto Omnibus Onderneming. Op 1 januari 1922 veranderde de naam in Autodienst Valkenswaard-Luyksgestel. In 1923 trok Jonkers de lijn door naar Eindhoven en veranderde de naam weer, ditmaal in Autodienst Luyksgestel-Valkenswaard-Eindhoven. In 1924 verscheen voor het eerst de naam EMA. Deze afkorting stond toen voor Eerste Meierijsche Autodienst. In 1930 veranderde de naam in Eerste Meierijsche Autobusdienst. Op 1 juli 193 veranderde de naam voor de laatste keer: N.V. Eerste Meierijsche Autobedrijf.

## Eerste lijndienst
De eerste lijndienst reed tussen Valkenswaard en Luyksgestel via Dommelen, Westerhoven, Bergeijk en Het Loo. Als 'bus' gebruikte Jonkers zijn in 1919 aangeschafte auto van het merk Adler. In de auto konden zeven mensen vervoerd worden. Passagiers konden bij drukte ook plaatsnemen op de motorkap en op de spatborden. Jonkers reed drie keer per dag tussen het station van Valkenswaard en het Pannenhuis in Luyksgestel. Vaste chauffeurs waren er niet, de diensten werden gereden door mensen die werkzaam waren in de fietsenzaak. Een tweede voertuig dat werd ingezet was een luxe wagen van het merk Pipe. Eind 1921 kwam de eerste echte bus, een T-Ford. Deze kreeg een vaste chauffeur.
Het personenvervoer op de lijn van Jonkers was in 1921 verliesgevend. Op 1 januari 1922 nam hij de postdienst Spooren over, waardoor de financiële situatie verbeterd kon worden. Ook vroeg de vervoerder om subsidie bij de gemeenten aan de lijn. Jonkers breidde de dienst uit met een vroege rit van Luyksgestel naar Valkenswaard, gericht op werknemers in Valkenswaard. Met de komst van de T-Ford gingen de tarieven omhoog en werden ook abonnementen ingevoerd.
Er kwam concurrentie van de broers Piet en Driek Spooren, de voormalige eigenaars van de door Jonkers overgenomen postdienst. Deze dienst was geen succes en eindigde snel toen de bus van de broers Spooren in een sloot reed. De EMA bleef wel succesvol en ging vanaf 19 juli 1923 doorrijden naar Eindhoven. Jonkers' bedrijf was daarmee de eerste busonderneming in Eindhoven. In 1924 begon zijn bedrijf met het vervoeren van Belgische werknemers naar Philips en sigarenfabrikant Karel I. Het personenvervoer voor Philips ging spoedig weer verloren omdat Philips daar eigen bussen voor ging inzetten. De EMA ging zich ook toeleggen op het verhuren van bussen voor uitstapjes.

## Concurrentie en overnames in de jaren 20
De dienst van de broers Spooren was de eerste concurrentie die de EMA ondervonden had. Deze was echter geen grote bedreiging geweest voor de EMA. Er volgde echter spoedig meer concurrentie.

### Plompen
Eind 1924 zette J. Plompen uit Valkenswaard een busdienst op tussen Valkenswaard en Eindhoven. De gemeente Eindhoven zag hier weinig in omdat ze bediening door de EMA voldoende achtte. Plompen werd daarom een standplaats op de Markt geweigerd. Daarop begint Plompen een dienst van Valkenswaard naar Lommel waardoor er op het traject Valkenswaard - Luyksgestel een concurrentiestrijd ontstond. De gemeenten Bergeijk en Luyksgestel subsidieerden deze dienst omdat ze een monopoliepositie van de EMA vreesden.
Plompen reed vanaf juli 1926 weer op Eindhoven - Valkenswaard waardoor een lijn van Eindhoven naar Lommel ontstond. Deze lijn was aantrekkelijk voor internationale treinreizigers omdat in Lommel een internationale trein stopte en de bus hen een forse tijdsbesparing opleverde. Ook was de bus in trek voor grensbewoners die over de grens gingen winkelen. In Eindhoven had Plompen eerst een standplaats op het station. Later werd hij gedwongen te verhuizen naar de Markt op de binnenplaats van café Stad Rotterdam. Twee lijnen op dezelfde route was niet rendabel, de provincie Noord-Brabant subsidieerde beide lijnen.
In 1926 werd de Wet Openbare Vervoermiddelen uit 1880 gewijzigd. Voortaan moesten alle busdiensten aan bepaalde eisen voldoen, met name waar het veiligheid betrof. De wet schreef een vergunningstelsel voor met uitgifte van concessies die ook weer ingetrokken konden worden.
EMA verwierf op 13 april 1927 een concessie voor de lijn Luyksgestel - Eindhoven. Ook Plompen kreeg een concessie voor zijn lijn van Eindhoven naar Lommel. Jonkers ging hiertegen in beroep. Op 22 februari 1928 werd per Koninklijk Besluit besloten de vergunning voor Plompen te beperken. Op Nederlands grondgebied mochten alleen reizigers voor België vervoerd worden en richting Eindhoven mochten alleen in België passagiers opstappen. Nederlandse bussen mochten echter niet meer op Belgisch grondgebied komen zodat reizigers moesten overstappen aan de grens. Voor Plompen was dat niet rendabel, hij negeerde daarom het verbod. Jonkers van EMA diende een klacht in en op 13 april 1929 verviel daardoor de concessie van Plompen. Op 2 augustus 1929 werd het verbod ingetrokken nadat burgemeesters van gemeenten aan de lijn naar Gedeputeerde Staten geschreven hadden. Jonkers ging weer in beroep en op 21 februari 1930 werd wederom per Koninklijk Besluit besloten dat Plompen moest stoppen met het exploiteren van de autobusdienst van Eindhoven naar Lommel.

### De Jong
Op 22 augustus 1926 begon F. de Jong uit Eindhoven een busdienst van Waalre via de nieuwgebouwde Philipswoningen en Aalst naar Eindhoven. Hij kreeg hiervoor in 1927 een concessie met de voorwaarde geen passagiers in Aalst mee te nemen. In mei 1930 begon ook de NV Stadsverkeersdienst Eindhoven ene busdienst op dit traject. Jonkers verzette zich tegen beide diensten. Op 1 juni 1930 kregen de EMA en de Stadsverkeersdienst een concessie op het wegvak Waalre-Aalst-Eindhoven. Jonkers en De Jong gingen beiden in beroep. Op 13 januari 1931 werd per Koninklijk Besluit besloten dat zowel Jonkers als De Jong een vergunning kregen. De Jong vertrok vanaf Waalre, EMA bij de Philipswoningen. De Stadsverkeersdienst mocht alleen nog binnen de gemeente Eindhoven rijden. In 1932 nam de EMA na het overlijden De Jong de bussen van deze firma  over, de concessie vanaf Waalre kwam ook in handen van de EMA.

## Groei in de jaren 30
Op 1927 werd een busdienst op het traject Budel - Eindhoven gestart door Geerts uit Budel. Deze lijn reed via Soerendonk, Maarheeze, Leende, Valkenswaard en Aalst. Een rechtstreekse verbinding was niet toegestaan vanwege de spoorwegen. Op dit traject reed sinds 1923 gedeeltelijk al de EBAD, van Van Asten, deze reed van Budel naar Leende dezelfde route en reed via Heeze en Geldrop naar Eindhoven. De lijn van Geerts kreeg concurrentie met de nieuwe EMA lijn vanaf Waalre toen de EMA deze lijn begon.
Op 1 juni 1930 verkreeg de EMA een concessie voor de lijn Bergeijk - Weebosch. In november 1935 kocht Jonkers het bedrijf van Geerts en de concessie van Van Asten. De EMA ging de lijnen Budel - Eindhoven en Weert - Valkenswaard exploiteren.
In april 1931 begon van Poppel uit Bergeijk een dienst van Bergeijk naar 's-Hertogenbosch op woensdagen. In juli vraagt Jonkers een concessie aan voor een lijn van 's-Hertogenbosch naar Eindhoven via Boxtel en Best. Deze concessie wordt aanvankelijk verleend maar op 27 december 1932 per Koninklijk Besluit weer ongedaan gemaakt na bezwaar van de Nederlandse Spoorwegen.
Het treintraject Valkenswaard - Eindhoven had te lijden onder de bussen van de EMA. Ondanks pogingen van de NS en onder andere de burgemeester van Valkenswaard viel het doek voor de trein.

## Toerbedrijf
De EMA begon eind jaren 30 ook met de organisatie van toerritten. In de 1932 werd hiervoor de eerste toeringbus aangeschaft bij Bova uit Valkenswaard. Er werden tochten aangeboden naar onder andere de Nürburgring, Amsterdam en de Ardennen. De Tweede Wereldoorlog maakte er voorlopig een einde aan. Na 1945 kwam het toerbedrijf weer op en werd er door het eigen reisbureau steeds meer toerritten georganiseerd.

## Oorlog en wederopbouw
In de Tweede Wereldoorlog werden enkele bussen gevorderd door de Duitsers. Van de negen bussen die EMA bij begin van de oorlog in bedrijf had, zouden zes de oorlog overleven, waarvan enkele in gehavende staat. In de oorlog liep het aantal reizigers aanvankelijk terug. Maar door schaarste van onder meer brandstof, fietsen en fietsbanden steeg het aantal reizigers weer snel. De meeste bussen werden omgebouwd om op gas te kunnen rijden. De EMA kreeg tijdens de oorlog ook een concessie voor het traject Eindhoven - Weert toen de treindienst op dat baanvak gestaakt werd.
In de oorlog was de Wet Autovervoer Personen uit 1939 buiten werking gesteld. In 1948 werd ze weer van kracht en werden voorlopige gunningen uitgedeeld. De EMA kreeg de oude concessies permanent terug op 23 februari 1953 en verkreeg ook concessies voor de trajecten Valkenswaard-Leende-Leenderstrijp en Waalre-Meerhoven. Deze werden op 6 februari 1956 weer ingetrokken omdat de EMA er geen activiteiten ontplooide.

## Groei
In 1948 kwam de eerste internationale buslijn van de EMA. De lijn Eindhoven - Valkenswaard werd doorgetrokken naar Achel. In oktober 1951 werd de lijn Budel - Eindhoven doorgetrokken tot Hamont. In mei 1953 werd in overleg met de NS ook een dienst van Weert naar Hamont via Budel ingelegd toen het treinverkeer daar gestaakt werd. In 1958 kwam er een lijn van Eindhoven naar Lommel. In 1957 wordt een lijndienst van Eindhoven naar Bergeijk via Eersel opgezet, gevolgd door het realiseren van een stalling in Budel in 1958. In 1961 werd een lijn van Leende naar Waalre via Valkenswaard opgezet. In 1963 werd de lijn naar Achel doorgetrokken naar Neerpelt.

## Neergang
1963 was voor de EMA en de andere vervoerders in de regio het hoogtepunt. Hierna nam het aantal reizigers gestaag af. Als gevolg van de stijgende welvaart verschenen er steeds meer auto's, motors en fietsen op de weg. Door hogere lonen stegen de vervoerskosten. Hierdoor moest de EMA de dienstverlening aanpassen. De lijn Leende-Valkenswaard-Waalre werd op 30 mei 1965 weer opgeheven. Op andere lijnen werd de frequentie verhoogd om ze aantrekkelijker te maken. In 26 mei 1968 zette de EMA een stadsdienst op in Valkenswaard. Deze werd op 31 december 1968 weer opgeheven wegens gebrek aan reizigers. In november 1968 nam de EMA toerbedrijf Cito uit Eindhoven over. Op 23 mei 1971 nam de EMA het bedrijf van Küpers uit Weert over. Hierdoor kon de dienst Eindhoven - Budel - Weert rendabeler worden uitgevoerd.

## Reorganisaties
In 1971 werd het bedrijf gesplitst. Het autobedrijf werd losgekoppeld van vervoersactiviteiten en ging verder als Jonkers Automobielbedrijven. In februari 1974 vond een verdere splitsing plaats en werd het busbedrijf gesplitst in twee nieuwe BV's: EMA Openbaar Vervoer BV en EMA Tour BV. EMA Openbaar Vervoer BV hield zich bezig met het openbaar vervoer in zuidoost Brabant. EMA Tour BV hield zich bezig met verhuur van bussen voor ongeregeld vervoer en organiseerde met het eigen reisbureau dagtochten en meerdaagse reizen in binnen- en buitenland.

### Situatie in 1971
In 1971 beschikte de afdeling vervoer over 56 fulltime en 20 parttime chauffeurs. Het bedrijf was in bezit van 40 bussen. Deze chauffeurs en bussen bedienden 11 lijnen op een wegennet van 167 kilometer. Naast lijndiensten en toerritten verzorgde de EMA ook groepsvervoer voor de N.V. tot Vervoersbemiddeling voor Industrieel Personeel in het Rayon Eindhoven. De meeste van deze bussen reden voor Philips welke een vaste zakenrelatie met de EMA onderhield voor het vervoer van bijzondere gasten uit zowel binnen- als buitenland. In Eindhoven werkte EMA samen met Zuidooster, BBA en de gemeente Eindhoven in de nieuwe NV Openbaar Vervoer Eindhoven (OVE).
Het lijnnetwerk van de EMA zag er in 1971 als volgt uit:
- Lijn 1: Eindhoven - Aalst - Valkenswaard (in 2011 lijn 170/171/172)
- Lijn 2: Eindhoven - Aalst - Valkenswaard - Dommelen - Westerhoven - Bergeijk - Luyksgestel (in 2011 lijn 170/171/172)
- Lijn 3-4-5: Eindhoven - Leende - Maarheeze - Soerendonk - Budel - Budel-Schoot - Budel-Dorp - Weert - Legerplaats - Maarheeze - Leende - Eindhoven (in 2011 lijn 173)
- Lijn 6: Eindhoven - Aalst - Valkenswaard - Eurostrand - Borkel en Schaft - Achel-Statie - Achel-Dorp - Neerpelt (Valkenswaard - Achel in 2011 buurtbus 476)
- Lijn 7: Eindhoven - Aalst - Waalre - Riethoven
- Lijn 8: Eindhoven - Aalst - Valkenswaard - Dommelen - Westerhoven - Bergeijk - Eersel
- Lijn 9: Eindhoven - Aalst - Valkenswaard - Eurostrand - Lommel
- Lijn 10: Valkenswaard - Leende - Heeze
- Lijn 11: Budel - Hamont

Het lijnnetwerk bleef voor een groot deel intact. Onder andere lijnnummers reden de meeste lijnen later voor BBA en nog later voor Hermes. Enkele andere verbindingen werden via andere routes gereden.

## Einde van het openbaar vervoer
In de 1985 werd de autobusdienst als gevolg van overheidsmaatregelen verkocht aan de BBA. De EMA reed de lijndienst tot en met 31 december 1986. Toen hield de openbaarvervoerstak van de EMA op te bestaan. In de Kempen verscheen BBA als nieuwe vervoerder en zou daar blijven tot 14 december 2008. Op die datum werden de activiteiten overgenomen door Hermes, de opvolger van Zuidooster, welke in haar tijd samen met EMA en BBA het vervoer rond Eindhoven verzorgd had.

## Na 1985
EMA bleef actief als touringcarbedrijf met een eigen reisbureau onder de naam EMA-Reizen. Per januari 2007 werd EMA Tour BV via een managementbuy-out losgekoppeld van EMA Holding. EMA- Reizen nam eind 2013 een nieuw bedrijfspand in Westerhoven in gebruik. EMA Automobielgroep ging in mei 2014 failliet.
In het verleden werd ook samengewerkt met andere reisorganisaties. Daardoor hebben EMA-bussen rondgereden in de kleuren van Kras, Oad en Reisburo Brabant. Tegenwoordig rijden alle bussen in de eigen kleurstelling: wit, geel en groen.